# Open McDonald's
L'Open McDonald's va ser un antic torneig internacional de basquetbol, organitzat conjuntament per l'NBA i la FIBA i que comptava amb el patrocini de l'empresa d'hamburgueses McDonald's, de la qual n'agafà el nom.

## Història
Es va disputar en nou ocasions durant els anys 1987 i 1999. Enfrontava un equip de l'NBA i diversos clubs de les lligues FIBA. Solia disputar-se abans de l'inici de la temporada basquetbolística nord-americana, cap al mes d'octubre. S'organitzava anualment fins a 1991 i cada dos anys des d'aleshores en diferents ciutats escollides per comú acord entre els organitzadors.
Sempre fou guanyat per equips de l'NBA. El club que estigué més a prop de derrotar-los fou el Joventut de Badalona, l'any 1991.
Els clubs que més cops hi participaren foren: el FC Barcelona, el Reial Madrid i el KK Split, tots ells participaren en tres ocasions.

## Historial
| Any  | Seu                              | Campió             | Marcador | Segon              | Tercer           | Quart              | Cinqué           | Sisé              | MVP             |
| ---- | -------------------------------- | ------------------ | -------- | ------------------ | ---------------- | ------------------ | ---------------- | ----------------- | --------------- |
| 1987 | Pavelló The Mecca (Milwaukee)    | Milwaukee Bucks    | League   | Unió Soviètica     | Tracer Milano    |                    |                  |                   | Terry Cummings  |
| 1988 | Palacio de los deportes (Madrid) | Boston Celtics     | 111–96   | Reial Madrid       | Iugoslàvia       | Scavolini Pesaro   |                  |                   | Larry Bird      |
| 1989 | PalaEur (Roma)                   | Denver Nuggets     | 135–129  | Jugoplastika       | Philips Milano   | FC Barcelona       |                  |                   | Walter Davis    |
| 1990 | Palau Sant Jordi (Barcelona)     | New York Knicks    | 117–101  | Pop 84             | FC Barcelona     | Scavolini Pesaro   |                  |                   | Patrick Ewing   |
| 1991 | Palais Omnisports (París)        | Los Angeles Lakers | 116–114  | Montigalà Joventut | Limoges CSP      | Slobodna Dalmacija |                  |                   | Magic Johnson   |
| 1993 | Olympiahalle (Múnic)             | Phoenix Suns       | 112–90   | Buckler Bologna    | Real Madrid Teka | Limoges CSP        | All Star Franca  | Bayer Leverkussen | Charles Barkley |
| 1995 | Arena Docklands (Londres)        | Houston Rockets    | 126–112  | Buckler Bologna    | Perth Wildcats   | Real Madrid Teka   | Maccabi Tel Aviv | Sheffield Sharks  | Clyde Drexler   |
| 1997 | Palais Omnisports (París)        | Chicago Bulls      | 104–78   | Olympiacos         | Atenas           | PSG Racing         | Benetton Treviso | FC Barcelona      | Michael Jordan  |
| 1999 | Pavelló FilaForum (Milà)         | San Antonio Spurs  | 103–68   | Vasco da Gama      | Žalgiris         | Varese Roosters    | Adelaide 36ers   | Sagesse           | Tim Duncan      |

## Edicions

### 1987
- Seu: Pavelló The Mecca, Milwaukee (Estats Units)

| - Partits: - 23 octubre: Milwaukee Bucks - Tracer Milan 123-111 - 24 octubre: Selecció URSS - Tracer Milan 135-108 - 25 octubre: Milwaukee Bucks - Selecció URSS 127-100 |  | - Classificació: - 1: Milwaukee Bucks (Estats Units) - 2: Selecció URSS (URSS) - 3: Tracer Milan (Itàlia) |

- Jugador més valuós: Terry Cummings (Milwaukee Bucks)

### 1988
- Seu: Palacio de los Deportes, Madrid (Espanya)

| - Partits: - 21 octubre: Reial Madrid - Scavolini Pesaro 108-96 - 21 octubre: Boston Celtics - Selecció Iugoslàvia 113-85 - 23 octubre: Selecció Iugoslàvia - Scavolini Pesaro 100-91 - 24 octubre: Boston Celtics - Reial Madrid 111-96 |  | - Classificació: - 1: Boston Celtics (Estats Units) - 2: Reial Madrid (Espanya) - 3: Selecció Iugoslàvia (Iugoslàvia) - 4: Scavolini Pesaro (Itàlia) |

- Jugador més valuós: Larry Bird (Boston Celtics)

### 1989
- Seu: Palaeur, Roma (Itàlia)

| - Partits: - 20 octubre: Denver Nuggets - FC Barcelona 137-103 - 20 octubre: Jugoplastika Split - Philips Milan 102-97 - 22 octubre: Philips Milan - FC Barcelona 136-104 - 22 octubre: Denver Nuggets - Jugoplastika Split135-129 |  | - Classificació: - 1: Denver Nuggets (Estats Units) - 2: Jugoplastika Split (Croàcia) - 3: Philips Milan (Itàlia) - 4: FC Barcelona (Catalunya) |

- Jugador més valuós: Walter Davis (Denver Nuggets)

### 1990
- Seu: Palau Sant Jordi, Barcelona (Catalunya)

| - Partits: - 11 octubre: New York Knicks - Scavolini Pesaro 119-115 - 11 octubre: Pop 84 Split - FC Barcelona 102-97 - 13 octubre: FC Barcelona - Scavolini Pesaro 106-105 - 13 octubre: New York Knicks - Pop 84 Split 117-101 |  | - Classificació: - 1: New York Knicks (Estats Units) - 2: Pop 84 Split (Croàcia) - 3: FC Barcelona (Catalunya) - 4: Scavolini Pesaro (Itàlia) |

- Jugador més valuós: Patrick Ewing (New York Knicks)

### 1991
- Seu: Palais Omnisports de Paris-Bercy, París (França)

| - Partits: - 18 octubre: Los Angeles Lakers - CSP Limoges 132-101 - 18 octubre: Joventut de Badalona - Slobodna Dalmacija Split 117-86 - 19 octubre: CSP Limoges - Slobodna Dalmacija Split 105-91 - 19 octubre: Los Angeles Lakers - Joventut de Badalona 116-114 |  | - Classificació: - 1: Los Angeles Lakers (Estats Units) - 2: Joventut de Badalona (Catalunya) - 3: CSP Limoges (França) - 4: Slobodna Dalmacija Split (Croàcia) |

- Jugador més valuós: Magic Johnson (Los Angeles Lakers)

### 1993
- Seu: Olympiahalle, Múnic (Alemanya)

| - Partits: - 21 octubre: Buckler Bologna - All-Star Franca 129-88 - 21 octubre: Reial Madrid - Bayer Leverkusen 85-75 - 22 octubre: All-Star Franca - Bayer Leverkusen 104-97 - 22 octubre: Phoenix Suns - Reial Madrid 145-115 - 22 octubre: Buckler Bologna - CSP Limoges 101-85 - 23 octubre: Reial Madrid - CSP Limoges 123-119 - 23 octubre: Phoenix Suns - Buckler Bologna 112-90 |  | - Classificació: - 1: Phoenix Suns (Estats Units) - 2: Buckler Bologna (Itàlia) - 3: Reial Madrid (Espanya) - 4: CSP Limoges (França) - 5: All-Star Franca (Brasil) - 6: Bayer Leverkusen (Alemanya) |

- Jugador més valuós: Charles Barkley (Phoenix Suns)

### 1995
- Seu: London Arena Docklands, Londres (Anglaterra)

| - Partits: - 19 octubre: Buckler Bologna - Maccabi Tel Aviv 112-103 - 19 octubre: Reial Madrid - Sheffield Sharks 99-71 - 20 octubre: Buckler Bologna - Reial Madrid 102-96 - 20 octubre: Houston Rockets - Perth Wildcats 116-72 - 21 octubre: Maccabi Tel Aviv - Sheffield Sharks 107-89 - 21 octubre: Perth Wildcats - Reial Madrid 93-86 - 21 octubre: Houston Rockets - Buckler Bologna 126-112 |  | - Classificació: - 1: Houston Rockets (Estats Units) - 2: Buckler Bologna (Itàlia) - 3: Perth Wildcats (Austràlia) - 4: Reial Madrid (Espanya) - 5: Maccabi Tel Aviv (Israel) - 6: Sheffield Sharks (Anglaterra) |

- Jugador més valuós: Clyde Drexler (Houston Rockets)

### 1997
- Seu: Palais Omnisports de Paris-Bercy, París (França)

| - Partits: - 16 octubre: Atenas de Córdoba- Benetton Treviso 87-78 - 16 octubre: PSG Racing - FC Barcelona 97-84 - 17 octubre: Olympiakos SFP - Atenas de Córdoba 89-86 - 17 octubre: Chicago Bulls - PSG Racing 89-82 - 18 octubre: Benetton Treviso - FC Barcelona 106-103 - 18 octubre: Atenas de Córdoba - PSG Racing 88-78 - 18 octubre: Chicago Bulls - Olympiakos SFP 104-78 |  | - Classificació: - 1: Chicago Bulls (Estats Units) - 2: Olympiakos SFP (Grècia) - 3: Atenas de Córdoba (Argentina) - 4: PSG Racing (França) - 5: Benetton Treviso (Itàlia) - 6: FC Barcelona (Catalunya) |

- Jugador més valuós: Michael Jordan (Chicago Bulls)

### 1999
- Seu: Pavelló FilaForum, Milà (Itàlia)

| - Partits: - 14 octubre: Vasco da Gama - Adelaide 36ers 90-79 - 14 octubre: Sagesse - Varese Roosters 88-98 - 15 octubre: Vasco da Gama - Zalgiris Kaunas 92-86 OT - 15 octubre: Varese Roosters - San Antonio Spurs 86-96 - 16 octubre: Adelaide 36ers - Sagesse 91-84 - 16 octubre: Varese Roosters - Zalgiris Kaunas 78-97 - 16 octubre: Vasco da Gama - San Antonio Spurs 68-103 |  | - Classificació: - 1: San Antonio Spurs (Estats Units) - 2: Vasco da Gama (Brasil) - 3: Zalgiris Kaunas (Lituània) - 4: Varese Roosters (Itàlia) - 5: Adelaide 36ers (Austràlia) - 6: Sagesse (Líban) |

- Jugador més valuós: Tim Duncan (San Antonio Spurs)